# Adélaïde de Louvain (duchesse de Lorraine)
Adélaïde de Louvain (morte c. 1158) est duchesse de Lorraine par son mariage avec Simon Ier de Lorraine (1076-1138). Elle est la fille d'Henri III de Louvain et de Gertrude de Flandre.
Les enfants de Simon Ier et Adélaïde sont :
- Mathieu Ier de Lorraine (1110-1176) ;
- Robert, seigneur de Floranges ;
- Bertha de Lorraine (1116-1162), épouse du margrave Hermann III de Bade ;
- Hedwige de Lorraine, épouse de Frédéric III, comte de Toul ;
- Agathe de Lorraine (1120-1147), épouse du comte Renaud III de Bourgogne ;
- Mathilde de Lorraine, épouse de Gottfried Ier, comte de Sponheim ;
- Baudouin de Lorraine, moine ;
- Jean de Lorraine.

Adélaïde apprécie la littérature courtoise, et donne de nombreuses fêtes dans sa résidence de Prény. Elle y reçoit Norbert, le fondateur de l'ordre de Prémontré, ainsi que Bernard de Clairvaux. Le couple ducal fonde alors l'abbaye de Sturzelbronn. Après la mort de son mari, elle se retire à l'abbaye de Tart.
Adélaïde est inhumée dans l'ancienne église de l'abbaye Notre-Dame de l'Étanche qui fut détruite lors de la guerre de Trente Ans.